# 卡扎里伊-拉斯佩讷
卡扎里伊-拉斯佩讷（法語：Cazarilh-Laspènes，法語發音：[kazaʁij laspɛn]）是法国上加龙省的一个市镇，属于圣戈当区。

## 地理
卡扎里伊-拉斯佩讷（42°47'57"N, 0°34'39"E）面积2.37 平方千米，位于法国奧克西塔尼大區上加龙省，该省份为法国西南部内陆省份，西南端与西班牙接壤，自此顺时针与上比利牛斯省、热尔省、塔恩-加龙省、塔恩省、奥德省和阿列日省接壤。
与卡扎里伊-拉斯佩讷接壤的市镇（或旧市镇、城区）包括：穆斯塔容、巴涅尔德吕雄、萨库尔维耶勒、圣阿旺坦、特雷邦德吕雄。
卡扎里伊-拉斯佩讷的时区为UTC+01:00、UTC+02:00（夏令时）。

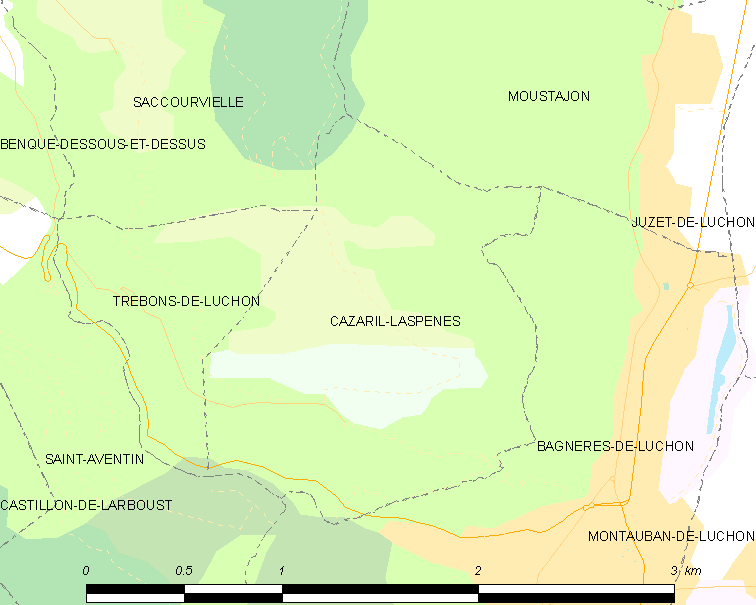
卡扎里伊-拉斯佩讷的OSM定位图

## 行政
卡扎里伊-拉斯佩讷的邮政编码为31110，INSEE市镇编码为31129。

## 政治
卡扎里伊-拉斯佩讷所属的省级选区为巴涅尔德吕雄县。

## 人口

1962-2008年间卡扎里伊-拉斯佩讷人口变化图示

卡扎里伊-拉斯佩讷于2022年1月1日时的人口数量为14人。